# Manuel Poppinger
Manuel Poppinger, avstrijski smučarski skakalec, * 19. maj 1989, Innsbruck, Avstrija.
Poppinger je bil član kluba SV Innsbruck Bergisel in avstrijske državne reprezentance. Na svetovnih mladinskih prvenstvih je leta 2008 v Zakopanihu osvojil srebrno medaljo na ekipni tekmi. V celinskem pokalu je dosegel tri zmage in deveto mesto v skupnem seštevku sezone 2013/14. V svetovnem pokalu je debitiral 6. januarja 2011 na četrti tekmi Turneje štirih skakalnic v Bischofshofnu, ko je zasedel 45. mesto. Prvič se je uvrstil med dobitnike točk 11. januarja 2014 na letalnici Kulm z 12. mestom, na drugi tekmi dan pozneje se je z osmim mestom prvič uvrstil v prvo deseterico. Najboljšo uvrstitev v karieri je dosegel 15. februarja  2015 na letalnici Vikersundbakken s sedmim mestom, dva dni pred tem je na treningu postal svoj osebni rekord z dolžino 225,5 m. Najboljšo uvrstitev v skupnem seštevku svetovnega pokala je dosegel v sezoni 2015/16 s 27. mestom, ko se je osemnajstkrat uvrstil med dobitnike točk, od tega osemkrat v prvo dvajseterico. Leta 2015 v Falunu je v svojem edinem nastopu na svetovnih prvenstvih dosegel 32. mesto na posamični tekmi na veliki skakalnici in srebrno medaljo na ekipni tekmi. Na svetovnih prvenstvih v poletih v je nastopil v letih 2016 in 2018, boljši uvrstitvi je dosegel leta 2016 s 17. mestom na posamični tekmi in bronasto medaljo na ekipni.